# Felsőterény
Felsőterény (szlovákul: Horné Terany) Terény településrésze, korábban önálló falu Szlovákiában, a Besztercebányai kerületben, a Korponai járásban.

## Fekvése
Korponától 24 km-re délnyugatra fekszik.

## Története
Terényt 1298-ban említik először okiratban. Egy időben Alsóterénnyel együtt Hársasterények is nevezték. A 17. századtól a Berényi család birtoka, majd a 19. század elejétől a Borovszkyaké. A falu magyar lakossága a 18. századtól fogva fokozatosan elszlovákosodott. 1851-ben 53 katolikus és 240 evangélikus lakta.
1910-ben 310, túlnyomórészt szlovák lakosa volt. A trianoni békeszerződésig Hont vármegye Ipolysági járásához tartozott.

## Híres emberek
- Itt, nagyanyjánál nevelkedett Boronkay Lajos (1810 – 1863) politikus, 1848-as kormánybiztos.